# Errol White
Errol Ivor White (30 juin 1901 - 11 janvier 1985) est un géologue britannique. 

## Biographie
Il fait ses études à la Highgate School et au King's College de Londres (Tennant Prizeman) .
Il est élu membre de la Royal Society en 1956 . Il reçoit la médaille Murchison en 1962 et la médaille d'or linnéenne en 1970.
Il est président de la Ray Society de 1956 à 1959 et président de la Linnean Society of London de 1964 à 1967.